# Charron-Ring

Skizze eines Foucaultschen Pendels mit Charron-Ring

Der Ring wurde von dem französischen Physiker F. Charron erfunden. Er dient zur Stabilisierung der Schwingungsebene des Pendels beim Foucaultschen Pendelversuch. Die ursprünglich ebene Schwingung eines Fadenpendels wird über kurz oder lang elliptisch. Ein elliptisch schwingendes Pendel ist aber für den Foucaultschen Pendelversuch unbrauchbar, weil sich seine Schwingungsform und Hauptschwingungsrichtung ständig ändern (siehe auch Sphärisches Pendel). Der Ring wird typischerweise im oberen Drittel des Pendels angebracht und so dimensioniert, dass das Seil den Ring kurz vor dem größten Ausschlag des Pendels berührt. In dieser Phase ist die Radialgeschwindigkeit nahe Null, während die Tangentialgeschwindigkeit den Maximalwert hat. Es gilt nun, diese Geschwindigkeit möglichst auf null zu bringen. Bei einem stark elliptisch schwingenden Pendel möchte das Seil am Ring entlangschlittern, wird aber durch die Reibungskraft festgehalten. Über den Ring wird nun ein Drehmoment auf das Pendel übertragen, wodurch dessen Drehimpuls verringert wird (ein eben schwingendes Pendel hat keinen Drehimpuls in der senkrechten Achse).
Der Ring ist sehr wirksam. Ein stark elliptisch schwingendes Pendel führt schon nach wenigen Pendelschlägen eine augenscheinlich ebene Bewegung aus. Es bleibt aber eine geringe Restelliptizität.